# Springfield Model 1863
O Springfield Model 1863 foi um mosquete estriado do tipo Minié usado pelo Exército dos Estados Unidos  durante a Guerra Civil Americana. Comumente chamado de "Springfield" (devido ao local de produção, Springfield, Massachusetts.

## Visão geral
O Springfield Model 1863 foi apenas uma pequena melhoria em relação ao Model 1861. Como tal, às vezes é classificado como apenas uma variante do "Model 1861". O "Model 1861", com todas as suas variantes, foi a arma longa comumente usado na Guerra Civil Americana, com mais de 700.000 fabricados. O Model 1863 também tem a distinção de ser a última arma longa por antecarga produzida pela Springfield Armory.

## Variantes
O Model 1863 foi produzido em duas variantes. O "Type I" eliminou as molas que prendiam as cintas metálicas e substituiu as cintas chatas por abraçadeiras de fixação ovais flexíveis. Ele também apresentava uma nova vareta, um mecanismo de ação reforçado (metal endurecido), um novo cão e uma câmara de percussão redesenhada. Várias dessas modificações foram baseadas no modelo de contrato da Colt 1861, conhecido como "Colt especial". Foram fabricados 273.265 exemplares do "Type I" em 1863.

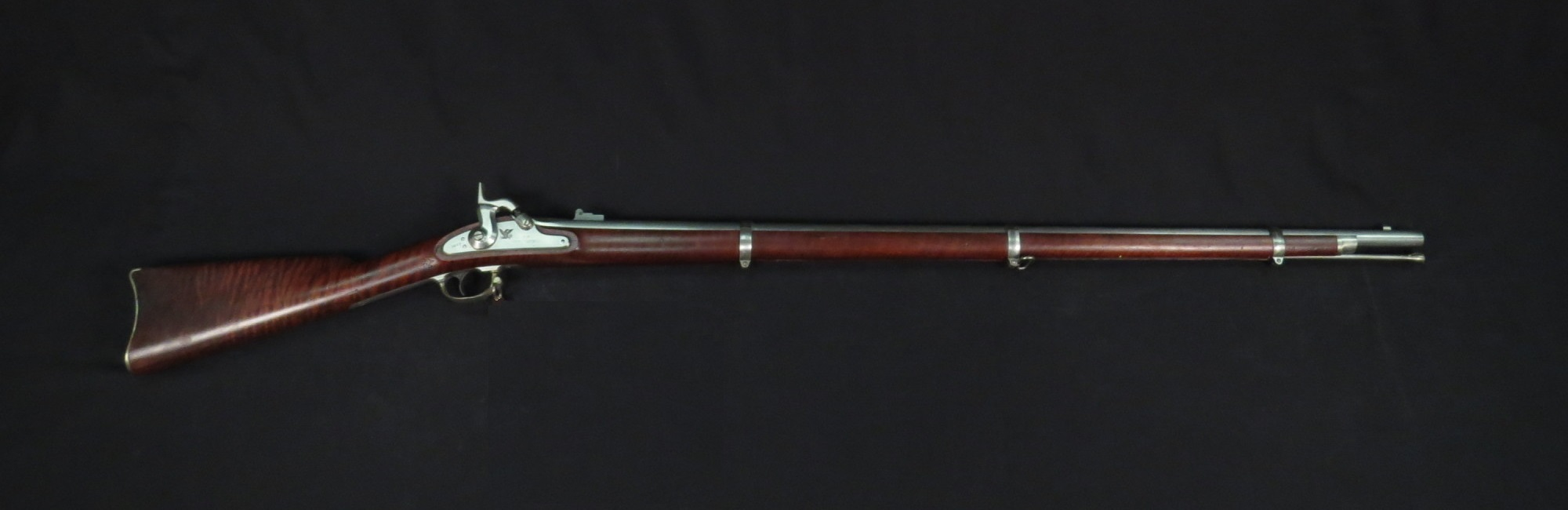
O Springfield Model 1863 "Type I".

O "Type II" é às vezes referenciado como "Model 1864", mas é mais comumente referido como apenas uma variante do Model 1863. Esta versão reintroduziu as molas que prendiam as cintas, e substituiu as abraçadeiras de fixação flexíveis por abraçadeiras ovais sólidas; substituiu também as miras traseiras de "três folhas" por miras de folha única. Um total de 255.040 exemplares do "Type II" foram fabricados de 1864 a 1865.

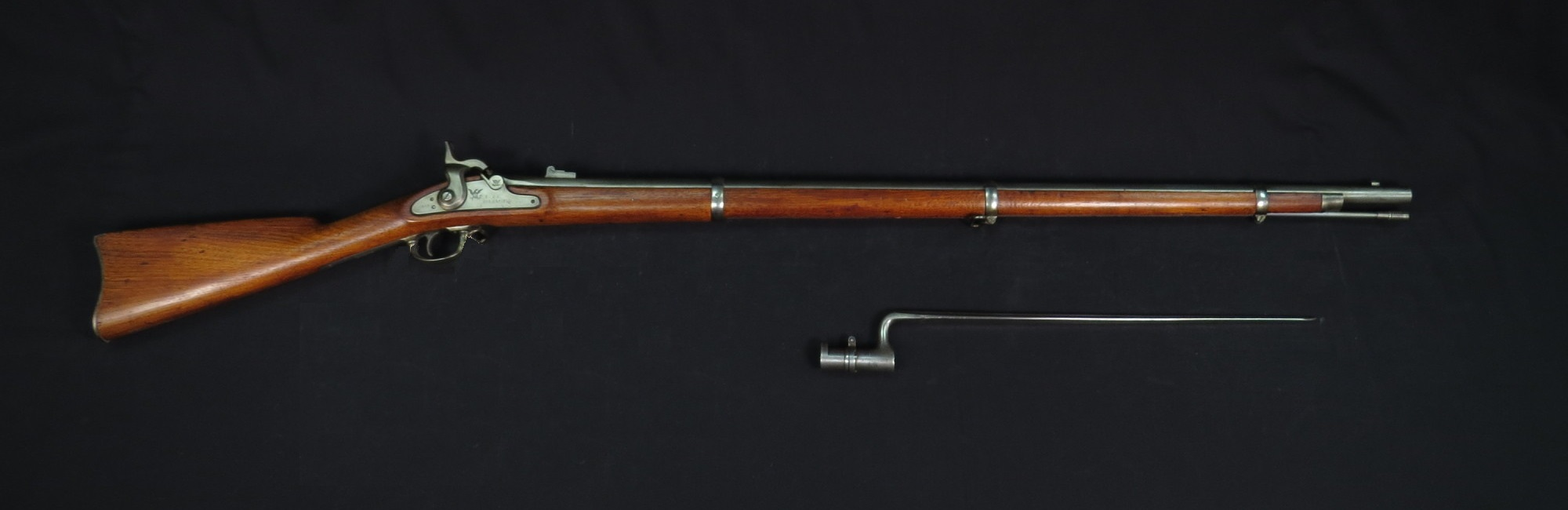
O Springfield Model 1863 "Type II".

## Histórico
No final da Guerra Civil, rifles e mosquetes por antecarga eram considerados obsoletos. Nos anos que se seguiram à Guerra Civil, muitos mosquetes Model 1863 foram convertidos em "Trapdoor Springfields" por retrocarga.
As armas por retrocarga, aumentaram a cadência de tiro de três a quatro tiros por minuto para oito a dez tiros por minuto. O Model 1863 podia ser convertido para retrocarga ("trapdoor") por cerca de cinco dólares, em uma época em que um rifle novo custaria cerca de vinte dólares. A conversão de rifles Model 1863, portanto, representou uma economia significativa de custos para os militares dos EUA. (O Exército dos EUA nunca adotou os Springfields convertidos, embora muitos tenham sido usados por vários militares europeus)
| O Springfield Model 1863 convertido para "Trapdoor" · O Springfield Model 1863 convertido para "Trapdoor" |  | Close do mecanismo de ação do Springfield Model 1863 convertido para "Trapdoor". |